# 코스타항공
코스타 항공은 울산광역시를 기반으로 두는 저비용 항공회사이며, (구)대양항공(대표이사 이성래)의 새로운 이름이며 2002년 1월 23일 설립되었다. 2009년 3월 취항할 예정이었으나, 자금난을 견디지 못하고 운항을 철회하였다.
본사는 울산광역시 북구 송정동에 있으며, 서울지사는 서울 강남구 삼성2동 삼영빌딩 6층에 있고, 김포지사는 서울 강서구 공항동 화물청사 328호에 있다. 울산공항에도 지사가 있었으나 현재는 완전히 철수하였다.

## 사업의 진행
코스타항공은 지난 2002년 대양항공에서 출발했으며 사명을 코스타항공으로 변경 2008년 9월과 10월에 걸쳐 김포와 울산 그리고 제주노선을 오가는 시험운항을 시행하였으며 기장 2명을 배출하였다. 2009년 3월 대표이사가 회사자금을 배임하며 경영난을 겪었다. 결국 자금난을 견디지못하고 운항을 중단했다. 대표이사가 잠적하는 등 회사의 경영난으로 이덕형 운항본부장(부사장)이 개인대출 받아 체불 임금 등을 일부 해결했다. 2008년 12월 대표이사는 직원에 의해 배임 및 임금 미지급 등의 혐의로 검찰에 고발된 상태이다.

## 주요 사업 목적
- 여객운송사업
- 헬기여객운송사업
- 화물운송사업

## 취항지 (현재 운항중지)
| 울산 \|\| align=center\|USN \|\| align=center\|RKPU \|\| 울산    | 운항중지 |
| 서울/김포 \|\| align=center\|GMP\|\|align=center\|RKSS \|\| 김포 | 운항중지 |
| 제주 \|\| align=center\|CJU \|\| align=center\|RKPC \|\| 제주    | 운항중지 |